# Ashley Dalton
Ruth Ashley Charman Dalton est une femme politique britannique membre du Parti travailliste et ancienne travailleuse communautaire qui est députée du West Lancashire depuis l'élection partielle d'octobre 2023, succédant à Rosie Cooper.

## Jeunesse, éducation et carrière
Dalton grandit à Leyland, South Ribble, dans le Lancashire. Son père travaille à l'usine de Leyland Motors et créé ensuite sa propre entreprise en tant que pépiniériste. Elle découvre le Parti travailliste à l'âge de 14 ans, lorsqu'un client commande 40 boutonnières roses rouges pour un décompte des élections partielles dans la boutique du fleuriste de son père, et rejoint le parti alors qu'elle est à l'université.
Elle fréquente la All Hallows Catholic High School de Penwortham (1983-1988) et le Preston College (1989-1991), et obtient un BA en anglais et politique (1996) et un DipHE en développement professionnel (1997) de l'université du Middlesex.
Dalton travaille pour le conseil de Southend-on-Sea pendant 17 ans, et au moment de sa sélection, elle travaille à temps partiel pour une association caritative du Lancashire.

## Carrière politique
Dalton est la candidate du Parti travailliste à Rochford et Southend East aux élections générales de 2017 et 2019.
Elle est sélectionnée le 9 octobre 2022 comme candidate du Parti travailliste à l'élection partielle du West Lancashire déclenchée par la démission de Rosie Cooper. Dalton est élue députée avec 14 068 voix (62,3 %). Dans son discours de victoire, Dalton appelle à des élections générales.
Dalton prête serment le lundi 20 février. Elle signe une première motion saluant l'enquête sur le chaos de la finale de l'UEFA Champions League 2022 le même jour.
Elle manifeste son soutien à l’auto-identification de genre. En 2023, elle affirme ainsi publiquement qu'une personne souhaitant s'identifier comme un lama doit être reconnue comme tel et respectée. Elle s'oppose également aux toilettes réservées aux femmes, estimant qu’il ne devrait pas y avoir de toilettes genrées.

## Vie privée
Ashley Dalton a survécu à un cancer du sein.
Elle s'identifie comme LGBT et se définit comme « une femme gay ».